# Portugiesische Legion (Frankreich)

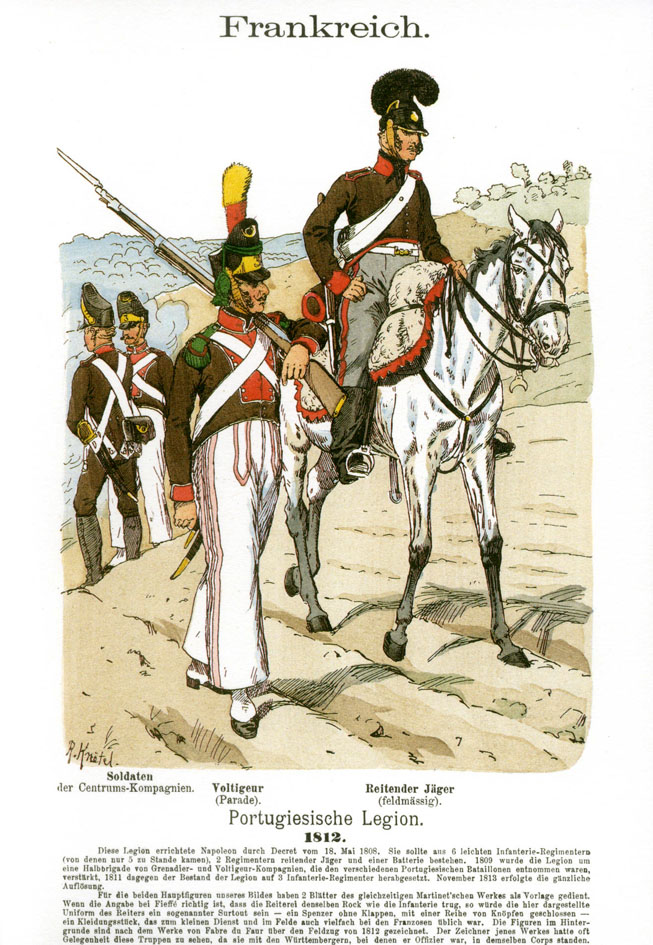
V. l. n. r.: Soldaten der Linieninfanterie, Voltigeur in Paradeuniform und Jäger zu Pferde (Uniformkunde von Richard Knötel)

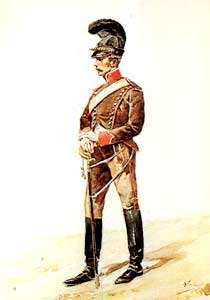
Jäger zu Pferde der Portugiesischen Legion (Gemälde von Ribeiro Artur)

Die Portugiesische Legion (französisch: Légion portugaise, portugiesisch: Legião Portuguesa) war ein portugiesischer militärischer Großverband in französischen Diensten zur Zeit der Napoleonischen Kriege und existierte von 1807 bis 1814.

## Geschichte
Die Portugiesische Legion war ursprünglich 9000 Mann stark und wie viele „Fremdenlegionen“ Teil der Grande Armée. Sie wurde nach der Eroberung Portugals durch die Franzosen unter General Jean Andoche Junot auf Befehl von Napoleon am 12. November 1807 aufgestellt. Organisiert wurde sie im Februar 1808 nach französischem Reglement und wurde aus den besten Einheiten der aufgelösten portugiesischen Armee aufgestellt, inklusive einer Elite-Legion aus leichten Truppen. Die Legion wurde im April 1808 nach Salamanca verlegt und durchquerte Spanien auf dem Marsch nach Frankreich, wo es in Grenoble Garnison bezog. Auf dem Marsch durch Spanien sind ungefähr die Hälfte (ca. 4500 Mann) der Legionäre desertiert, kehrten nach Portugal zurück und schlossen sich dem portugiesischen Widerstand gegen die französischen Besatzer an.
Die Legion nahm an den Feldzügen in Deutschland, Österreich und Russland teil und erlitt schwere Verluste. Sie nahm an den Schlachten von Wagram, Smolensk, Wizebsk und Borodino teil. Die Portugiesische Legion war von Napoleon hoch angesehen und er bezeichnete sie als „Schwarze Infanterie“.
Die Portugiesische Legion wurde am 5. Mai 1814 aufgelöst. Nur rund 1000 Legionäre überlebten und kehrten nach Portugal zurück.

## Organisation
Die Portugiesische Legion wurde als Division organisiert und bestand ursprünglich aus:
- 5 Regimenter Leichte Infanterie
- 1 Bataillon Jäger (frz.: chasseurs à pied)
- 3 Regimenter Jäger zu Pferde (frz.: chasseurs à cheval)
- 1 Artillerie-Batterie
- 1 Infanterie-Depot-Bataillon
- 1 Kavallerie-Depot-Eskadron

1811 wurde die Legion umorganisiert in:
- 3 Infanterieregimenter
- 1 Regiment Jäger zu Pferde
- 1 Depot-Bataillon

1813 wurden die Überreste der Legion nach schweren Verlusten organisiert in:
- 1 Bataillon de guerre
- 1 Depot-Bataillon

## Befehlshaber
- 1808–1810: Divisionsgeneral Pedro de Almeida Portugal, 3. Marquis von Alorna
- 1810: Divisionsgeneral José Carcome-Lobo
- 1810–1814: Divisionsgeneral Gomes Freire de Andrade